# Trichopteryx approximata
Trichopteryx approximata är en fjärilsart som beskrevs av Barend J. Lempke 1969. Trichopteryx approximata ingår i släktet Trichopteryx och familjen mätare. Inga underarter finns listade i Catalogue of Life.